# Божонка (Тверская область)
Божонка — деревня в Сонковском районе Тверской области, входит в состав Петровского сельского поселения.

## География
Деревня находится на берегу реки Сить в 21 км на северо-восток от центра поселения села Петровское и в 26 км на северо-восток от районного центра Сонково.

## История
В 1238 году близ Божонки на реке Сить состоялась битва русских войск с монголо-татарами. 
В 1858 году в селе была построена каменная Покровская церковь с 3 престолами, метрические книги с 1780 года. 
В конце XIX — начале XX века село входило в состав Лавровской волости Кашинского уезда Тверской губернии. В конце XVIII века Божонка — вотчина М. Вишневской, в начале XX века в Божонке усадьба контр-адмирала Огюльви. 
С 1929 года деревня входила в состав Лавровского сельсовета Сонковского района Бежецкого округа Московской области, с 1935 года — в составе Калининской области, с 1994 года — в составе Лавровского сельского округа, с 2005 года — в составе Петровского сельского поселения.

## Население
| 1859 | 1889 | 2002 | 2010 |
| ---- | ---- | ---- | ---- |
| 162  | ↗198 | ↘18  | ↘5   |

## Достопримечательности
В деревне расположена недействующая Церковь Покрова Пресвятой Богородицы (1858).
В 1972 году на месте битвы русских войск с монголо-татарами на берегу реки Сить сооружен памятник.